# Pigasus
Pigasus – ważąca 66 kg świnia domowa, która w sierpniu 1968 roku została nominowana przez partię Youth International Party na kandydata w wyborach prezydenta Stanów Zjednoczonych. Świnia została kupiona od farmera przez Phila Ochsa. Członkowie partii domagali się ochrony Secret Service dla swojego kandydata oraz aby zabrano go na obowiązkowe spotkanie dotyczące polityki zagranicznej kraju. Podczas konwencji, na której ogłaszana była jego kandydatura, Pigasus został zatrzymany przez policję, a wspierający go członkowie YIP aresztowani za zakłócanie porządku.
Wiele lat później opublikowane w New York Times nekrologi Dennisa Dalrymple, Abbie Hoffman oraz Jerry'ego Rubina wspominały nominację Pigasusa jak ważny moment w ich karierze politycznej.

## Konferencja prasowa Pigasusa i aresztowania
Nominacja Pigasusa odbyła się rankiem 23 sierpnia 1968 roku w Chicago Civic Center (znane dzisiaj jako Richard J. Daley Center) przed rzeźbą autorstwa Picasso w Chicago, podczas konwencji Partii Demokratycznej.
Świnia przetransportowana została samochodem typu kombi w eskorcie siedmiu członków partii. Na miejscu było 50 innych członków trzymających transparenty i roznoszących ulotki, 200 gapiów, dziesięciu umundurowanych policjantów oraz kilku detektywów.
"Aresztowanie" Pigasusa nastąpiło podczas przemówienia wygłaszanego przez Jerry'ego Rubina w imieniu świni, w którym oficjalnie ogłaszał kandydaturę świni na Prezydenta Stanów Zjednoczonych. Aresztowano również siedmioro członków partii, którzy opuścili areszt po wpłacie 25$ kaucji.